# Amyláza

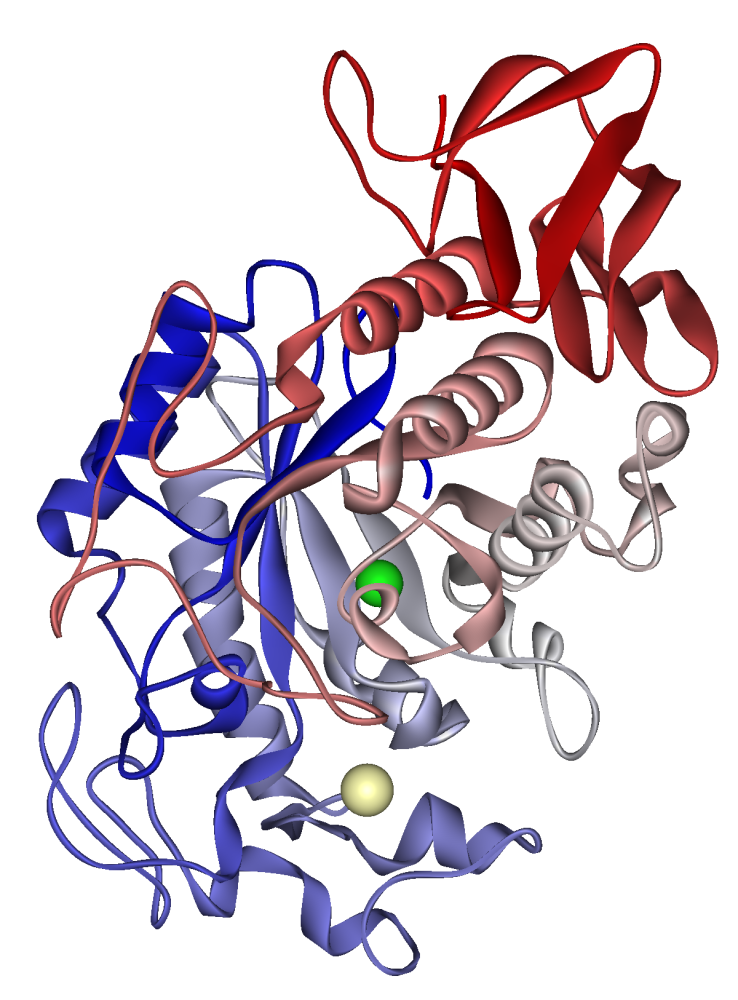
Lidská amyláza ze slin

Amyláza je enzym, který zajišťuje štěpení škrobu na jednodušší sacharidy. Amyláza patří mezi hydrolázy. Amyláza je první enzym, který byl nalezen, poprvé izolován pod jménem diastáza Anselmem Payenem roku 1833. Existují tři typy amylázy : α-amyláza, β-amyláza a γ-amyláza.

## Živočišné amylázy
α-Amyláza produkovaná slinnými žlázami se nazývá ptyalin. Ptyalin obsažený ve slinách při styku s potravou začne štěpit škrob a složené sacharidy.
α-Amylázu produkuje také pankreas (slinivka břišní), která se podílí na dalším štěpení cukrů.

## Sladové amylázy
Amylázy (α-amyláza a β-amyláza) jsou rovněž obsaženy ve sladu, kdy během rmutování (přibližně v rozmezí 60–70 °C) rozkládají obilný škrob na dextrin a jednodušší cukry (zejména maltózu), které budou moci později zkvasit na alkohol; podobně působí sladové amylázy při výrobě whisky.
α-Amyláza pracuje při teplotním optimu 72 °C, při 78 °C se inaktivuje. Optimum β-amylázy nastává při 62 °C; inaktivuje se při 75 °C. Proto se často při rmutování dílo postupně zahřívá na různé teploty.
Ukazatelem aktivity amylázy je tzv. diastatická mohutnost.
Sladové amylázy se používají i při výrobě lihu aj. lihovin z brambor a dalších surovin, neboť jsou schopny rozštěpit i jiný než jen obilný škrob.